# Novitzkyanus
Novitzkyanus is een geslacht van vliesvleugeligen uit de familie Pteromalidae. De wetenschappelijke naam van dit geslacht is voor het eerst geldig gepubliceerd in 1961 door Boucek.

## Soorten
Het geslacht Novitzkyanus is monotypisch en omvat slechts de volgende soort:
- Novitzkyanus cryptogaster Boucek, 1961